# Liga Națională 2018-2019 (pallacanestro maschile)
La Liga Națională 2018-2019 è la 69ª edizione del massimo campionato rumeno di pallacanestro maschile. Il detentore del titolo di campione di Romania è il CSM Oradea.

## Regolamento
La Federazione cestistica della Romania ha approvato un cambio nel format della competizione per la stagione 2018–19:
- 24 squadre (divise in 3 gruppi: A, B e C) partecipano alla regular season, disputata secondo un girone all'italiana.
  - Gruppo A formato dalle migliori 8 squadre classificatesi nella Liga Națională 2017-2018.
  - Group B formato dalle migliori 4 squadre provenienti dalla Liga I 2017-2018.
  - Group C formato dalle altre squadre che hanno partecipato alla Liga Națională 2017-2018, alla Liga I 2017-2018 o i club di nuova formazione (che rispettano i criteri finanziari e di capienza delle infrastrutture).
- Alla fine della regular season, le squadre vengono divise in quattro gruppi (Rosso, Giallo, Blu e Verde).
  - Gruppo Rosso formato dalle migliori 6 squadre al termine del gruppo A.
  - Gruppo Giallo formato dalle restanti 2 squadre del gruppo A, le migliori 3 del gruppo B e la vincente del gruppo C.
  - Gruppo Blu formato dalla squadra piazzata al quarto posto nel gruppo B e dalle squadre tra la seconda e la sesta posizione nel gruppo C.
  - Gruppo Verde formato dalle squadre tra la settima e la decima posizione del gruppo C.
- Tutte le squadre del gruppo rosso (dalla prima alla sesta posizione) e le migliori due del gruppo giallo partecipano ai play-off. Nella fase ad eliminazione i quarti di finale e le semifinali saranno disputate al meglio delle 5 gare.
  - Per determinare le squadre classificate alla fine tra il quinto e l'ottavo posto saranno disputati dei play-off al meglio delle 3 gare.
  - I restanti club dei gruppo giallo, blu e verde (16 squadre) formeranno 2 gruppi da 8 squadre e si scontreranno per determinare la classifica finale.
- La Liga I è stata eliminata, così non ci saranno retrocessioni.

## Regular season

### Gruppo A
|    | Squadra         | G  | V  | P  | PF   | PS   | Pt. | Qualificazione |
| -- | --------------- | -- | -- | -- | ---- | ---- | --- | -------------- |
| 1. | Sibiu           | 14 | 11 | 3  | 1237 | 1093 | 25  | gruppo rosso   |
| 2. | U-BT Cluj       | 14 | 11 | 3  | 1172 | 1100 | 25  | gruppo rosso   |
| 3. | Craiova         | 14 | 10 | 4  | 1133 | 1118 | 24  | gruppo rosso   |
| 4. | Oradea          | 14 | 9  | 5  | 1169 | 1099 | 23  | gruppo rosso   |
| 5. | U FC Argeș      | 14 | 6  | 8  | 1184 | 1206 | 20  | gruppo rosso   |
| 6. | BC Timișoara    | 14 | 5  | 9  | 1141 | 1178 | 19  | gruppo rosso   |
| 7. | Steaua Bucarest | 14 | 4  | 10 | 1001 | 1083 | 18  | gruppo giallo  |
| 8. | Dinamo Știința  | 14 | 0  | 14 | 1093 | 1253 | 14  | gruppo giallo  |

### Gruppo B
|    | Squadra            | G  | V  | P  | PF   | PS   | Pt. | Qualificazione |
| -- | ------------------ | -- | -- | -- | ---- | ---- | --- | -------------- |
| 1. | Voluntari          | 12 | 10 | 2  | 1124 | 747  | 22  | gruppo giallo  |
| 2. | Mediaș             | 12 | 8  | 4  | 1141 | 852  | 20  | gruppo giallo  |
| 3. | Athletic Constanța | 12 | 6  | 6  | 931  | 750  | 18  | gruppo giallo  |
| 4. | Cuza Sport Brăila  | 12 | 0  | 12 | 449  | 1296 | 12  | ritirato       |

### Gruppo C
|     | Squadra                   | G  | V  | P  | PF   | PS   | Pt. | Qualificazione |
| --- | ------------------------- | -- | -- | -- | ---- | ---- | --- | -------------- |
| 1.  | CS Phoenix Galați         | 18 | 17 | 1  | 1708 | 1237 | 35  | gruppo giallo  |
| 2.  | Târgu Mureș               | 18 | 17 | 1  | 1887 | 1233 | 35  | gruppo blu     |
| 3.  | Sighetu Marmației         | 18 | 13 | 5  | 1530 | 1396 | 31  | gruppo blu     |
| 4.  | Focșani                   | 18 | 11 | 7  | 1398 | 1307 | 29  | gruppo blu     |
| 5.  | Târgu Jiu                 | 18 | 11 | 7  | 1448 | 1413 | 29  | gruppo blu     |
| 6.  | Rapid București           | 18 | 8  | 10 | 1243 | 1388 | 26  | gruppo blu     |
| 7.  | Miercurea Ciuc            | 18 | 7  | 11 | 1375 | 1465 | 25  | gruppo blu     |
| 8.  | Agronomia București       | 18 | 4  | 14 | 1182 | 1420 | 22  | gruppo verde   |
| 9.  | Universitatea Cluj-Napoca | 18 | 1  | 17 | 1143 | 1605 | 19  | gruppo verde   |
| 10. | Aurel Vlaicu București    | 18 | 1  | 17 | 1025 | 1475 | 19  | gruppo verde   |

## Seconda fase

### Gruppo Rosso
|    | Squadra      | G  | V  | P  | PF   | PS   | Pt. | Qualificazione |
| -- | ------------ | -- | -- | -- | ---- | ---- | --- | -------------- |
| 1. | Sibiu        | 24 | 18 | 6  | 2061 | 1844 | 42  | playoffs       |
| 2. | U-BT Cluj    | 24 | 17 | 7  | 2004 | 1888 | 41  | playoffs       |
| 3. | Oradea       | 24 | 15 | 9  | 1956 | 1879 | 39  | playoffs       |
| 4. | Craiova      | 24 | 12 | 12 | 1867 | 1921 | 36  | playoffs       |
| 5. | BC Timișoara | 24 | 10 | 14 | 1977 | 2031 | 34  | playoffs       |
| 6. | U FC Argeș   | 24 | 10 | 14 | 2020 | 2080 | 34  | playoffs       |

### Gruppo Giallo
|    | Squadra            | G  | V | P | PF  | PS  | Pt. | Qualificazione |
| -- | ------------------ | -- | - | - | --- | --- | --- | -------------- |
| 1. | Steaua Bucarest    | 10 | 8 | 2 | 832 | 661 | 18  | play-off       |
| 2. | Dinamo Știința     | 10 | 8 | 2 | 835 | 744 | 18  | play-off       |
| 3. | Voluntari          | 10 | 8 | 2 | 839 | 751 | 18  | play-out       |
| 4. | CS Phoenix Galați  | 10 | 4 | 6 | 746 | 796 | 14  | play-out       |
| 5. | Mediaș             | 10 | 1 | 9 | 728 | 865 | 11  | play-out       |
| 6. | Athletic Constanța | 10 | 1 | 9 | 694 | 857 | 11  | play-out       |

### Gruppo Blu
|    | Squadra           | G  | V  | P  | PF   | PS   | Pt. | Qualificazione |
| -- | ----------------- | -- | -- | -- | ---- | ---- | --- | -------------- |
| 1. | Târgu Mureș       | 28 | 26 | 2  | 2818 | 1949 | 54  | play-out       |
| 2. | Sighetu Marmației | 28 | 18 | 10 | 2400 | 2234 | 46  | play-out       |
| 3. | Focșani           | 28 | 17 | 11 | 2155 | 2053 | 45  | play-out       |
| 4. | Târgu Jiu         | 28 | 13 | 15 | 2187 | 2319 | 41  | play-out       |
| 5. | Miercurea Ciuc    | 28 | 12 | 16 | 2223 | 2329 | 40  | play-out       |
| 6. | Rapid București   | 28 | 11 | 17 | 1979 | 2199 | 39  | play-out       |

### Gruppo Verde
|    | Squadra                   | G  | V  | P  | PF   | PS   | Pt. | Qualificazione |
| -- | ------------------------- | -- | -- | -- | ---- | ---- | --- | -------------- |
| 1. | Agronomia București       | 24 | 10 | 14 | 1639 | 1819 | 34  | play-out       |
| 2. | Universitatea Cluj-Napoca | 24 | 3  | 21 | 1568 | 2038 | 27  | play-out       |
| 3. | Aurel Vlaicu București    | 24 | 2  | 22 | 1394 | 1894 | 26  | play-out       |

## Playoff

### Tabellone
|  | Quarti di finale | Quarti di finale | Quarti di finale |            |        | Semifinali | Semifinali | Semifinali |        |                 | Finale          | Finale          | Finale |  |
|  |                  |                  |                  |            |        |            |            |            |        |                 |                 |                 |        |  |
|  | 1                | Sibiu            | 3                |            |        |            |            |            |        |                 |                 |                 |        |  |
|  | 1                | Sibiu            | 3                |            |        |            |            |            |        |                 |                 |                 |        |  |
|  | 8                | Dinamo Bucarest  | 1                |            |        |            |            |            |        |                 |                 |                 |        |  |
|  | 8                | Dinamo Bucarest  | 1                |            | Sibiu  | Sibiu      | 3          |            |        |                 |                 |                 |        |  |
|  |                  |                  |                  |            | Sibiu  | Sibiu      | 3          |            |        |                 |                 |                 |        |  |
|  |                  |                  | U. Craiova       | U. Craiova | 1      |            |            |            |        |                 |                 |                 |        |  |
|  | 4                | U. Craiova       | U. Craiova       | U. Craiova | 1      | 3          |            |            |        |                 |                 |                 |        |  |
|  | 4                | U. Craiova       |                  |            |        |            |            |            |        |                 |                 |                 |        |  |
|  | 5                | BC Timișoara     | 2                |            |        |            |            |            |        |                 |                 |                 |        |  |
|  | 5                | BC Timișoara     | 2                |            | Sibiu  | Sibiu      | 1          |            |        |                 |                 |                 |        |  |
|  |                  |                  |                  |            |        |            |            |            |        |                 |                 |                 |        |  |
|  |                  |                  | CSM Oradea       | CSM Oradea | 3      |            |            |            |        |                 |                 |                 |        |  |
|  | 2                | U Cluj           | CSM Oradea       | CSM Oradea | 3      | 3          |            |            |        |                 |                 |                 |        |  |
|  | 2                | U Cluj           |                  |            |        | 3          |            |            |        |                 |                 |                 |        |  |
|  | 7                | Steaua Bucarest  | 0                |            |        |            |            |            |        |                 |                 |                 |        |  |
|  | 7                | Steaua Bucarest  | 0                |            | U Cluj | U Cluj     | 1          |            |        | Finale 3º posto | Finale 3º posto | Finale 3º posto |        |  |
|  |                  |                  |                  |            | U Cluj | U Cluj     | 1          |            |        |                 |                 |                 |        |  |
|  |                  |                  | CSM Oradea       | CSM Oradea | 3      |            |            |            |        |                 |                 |                 |        |  |
|  | 3                | CSM Oradea       | CSM Oradea       | CSM Oradea | 3      | 3          |            |            | U Cluj | U Cluj          | 2               |                 |        |  |
|  | 3                | CSM Oradea       |                  |            |        |            |            |            | U Cluj | U Cluj          | 2               |                 |        |  |
|  | 6                | Pitești          | 0                |            |        | U. Craiova | U. Craiova | 0          |        |                 |                 |                 |        |  |

### Tabellone 5º-8º posto
|  | Semifinali      | Semifinali      | Semifinali |         |              | Finale 5º posto | Finale 5º posto | Finale 5º posto |  |
|  |                 |                 |            |         |              |                 |                 |                 |  |
|  | BC Timișoara    | BC Timișoara    | 2          |         |              |                 |                 |                 |  |
|  | BC Timișoara    | BC Timișoara    | 2          |         |              |                 |                 |                 |  |
|  | Dinamo Bucarest | Dinamo Bucarest | 0          |         |              |                 |                 |                 |  |
|  | Dinamo Bucarest | Dinamo Bucarest | 0          |         | BC Timișoara | BC Timișoara    | 1               |                 |  |
|  |                 |                 |            |         | BC Timișoara | BC Timișoara    | 1               |                 |  |
|  |                 |                 | Pitești    | Pitești | 2            |                 |                 |                 |  |
|  | Pitești         | Pitești         | Pitești    | Pitești | 2            | 2               |                 |                 |  |
|  | Pitești         | Pitești         |            |         |              | 2               |                 |                 |  |
|  | Steaua Bucarest | Steaua Bucarest | 1          |         |              | Finale 7º posto | Finale 7º posto | Finale 7º posto |  |
|  | Steaua Bucarest | Steaua Bucarest | 1          |         |              |                 |                 |                 |  |
|  |                 |                 |            |         |              |                 |                 |                 |  |
|  |                 |                 |            |         |              | Steaua Bucarest | Steaua Bucarest | 2               |  |
|  |                 |                 |            |         |              | Steaua Bucarest | Steaua Bucarest | 2               |  |
|  |                 |                 |            |         |              | Dinamo Bucarest | Dinamo Bucarest | 0               |  |

| Liga Națională 2018-2019 |
| ------------------------ |
| CSM Oradea 3º titolo     |

## Playout

### Tabellone
|  | Quarti di finale | Quarti di finale   | Quarti di finale |                  |                | Semifinali     | Semifinali  | Semifinali |                  |                  | Finale 9º posto  | Finale 9º posto  | Finale 9º posto |  |
|  |                  |                    |                  |                  |                |                |             |            |                  |                  |                  |                  |                 |  |
|  | 9                | Voluntari          | 2                |                  |                |                |             |            |                  |                  |                  |                  |                 |  |
|  | 9                | Voluntari          | 2                |                  |                |                |             |            |                  |                  |                  |                  |                 |  |
|  | 16               | Miercurea Ciuc     | 0                |                  |                |                |             |            |                  |                  |                  |                  |                 |  |
|  | 16               | Miercurea Ciuc     | 0                |                  | Voluntari      | Voluntari      | 2           |            |                  |                  |                  |                  |                 |  |
|  |                  |                    |                  |                  | Voluntari      | Voluntari      | 2           |            |                  |                  |                  |                  |                 |  |
|  |                  |                    | Târgu Mureș      | Târgu Mureș      | 0              |                |             |            |                  |                  |                  |                  |                 |  |
|  | 12               | Athletic Constanța | Târgu Mureș      | Târgu Mureș      | 0              | 0              |             |            |                  |                  |                  |                  |                 |  |
|  | 12               | Athletic Constanța |                  |                  |                |                |             |            |                  |                  |                  |                  |                 |  |
|  | 13               | Târgu Mureș        | 2                |                  |                |                |             |            |                  |                  |                  |                  |                 |  |
|  | 13               | Târgu Mureș        | 2                |                  | Voluntari      | Voluntari      | 2           |            |                  |                  |                  |                  |                 |  |
|  |                  |                    |                  |                  |                |                |             |            |                  |                  |                  |                  |                 |  |
|  |                  |                    | Phoenix Galați   | Phoenix Galați   | 0              |                |             |            |                  |                  |                  |                  |                 |  |
|  | 10               | Phoenix Galați     | Phoenix Galați   | Phoenix Galați   | 0              | 2              |             |            |                  |                  |                  |                  |                 |  |
|  | 10               | Phoenix Galați     |                  |                  |                | 2              |             |            |                  |                  |                  |                  |                 |  |
|  | 15               | Focșani            | 0                |                  |                |                |             |            |                  |                  |                  |                  |                 |  |
|  | 15               | Focșani            | 0                |                  | Phoenix Galați | Phoenix Galați | 2           |            |                  | Finale 11º posto | Finale 11º posto | Finale 11º posto |                 |  |
|  |                  |                    |                  |                  | Phoenix Galați | Phoenix Galați | 2           |            |                  |                  |                  |                  |                 |  |
|  |                  |                    | Gaz Metan Mediaș | Gaz Metan Mediaș | 0              |                |             |            |                  |                  |                  |                  |                 |  |
|  | 11               | Gaz Metan Mediaș   | Gaz Metan Mediaș | Gaz Metan Mediaș | 0              | 2              |             |            | Gaz Metan Mediaș | Gaz Metan Mediaș | 0                |                  |                 |  |
|  | 11               | Gaz Metan Mediaș   |                  |                  |                |                |             |            | Gaz Metan Mediaș | Gaz Metan Mediaș | 0                |                  |                 |  |
|  | 14               | Sighetu Marmației  | 0                |                  |                | Târgu Mureș    | Târgu Mureș | 2          |                  |                  |                  |                  |                 |  |

### Tabellone 13º-16º posto
|  | Semifinali         | Semifinali         | Semifinali        |                   |                    | Finale 13º posto   | Finale 13º posto | Finale 13º posto |  |
|  |                    |                    |                   |                   |                    |                    |                  |                  |  |
|  | Athletic Constanța | Athletic Constanța | 2                 |                   |                    |                    |                  |                  |  |
|  | Athletic Constanța | Athletic Constanța | 2                 |                   |                    |                    |                  |                  |  |
|  | Miercurea Ciuc     | Miercurea Ciuc     | 0                 |                   |                    |                    |                  |                  |  |
|  | Miercurea Ciuc     | Miercurea Ciuc     | 0                 |                   | Athletic Constanța | Athletic Constanța | 2                |                  |  |
|  |                    |                    |                   |                   | Athletic Constanța | Athletic Constanța | 2                |                  |  |
|  |                    |                    | Sighetu Marmației | Sighetu Marmației | 1                  |                    |                  |                  |  |
|  | Sighetu Marmației  | Sighetu Marmației  | Sighetu Marmației | Sighetu Marmației | 1                  | 2                  |                  |                  |  |
|  | Sighetu Marmației  | Sighetu Marmației  |                   |                   |                    | 2                  |                  |                  |  |
|  | Focșani            | Focșani            | 0                 |                   |                    | Finale 15º posto   | Finale 15º posto | Finale 15º posto |  |
|  | Focșani            | Focșani            | 0                 |                   |                    |                    |                  |                  |  |
|  |                    |                    |                   |                   |                    |                    |                  |                  |  |
|  |                    |                    |                   |                   |                    | Focșani            | Focșani          | 0                |  |
|  |                    |                    |                   |                   |                    | Focșani            | Focșani          | 0                |  |
|  |                    |                    |                   |                   |                    | Miercurea Ciuc     | Miercurea Ciuc   | 2                |  |

### Girone 17º-21º posto
|     | Squadra                   | G | V | P | PF  | PS  | Pt. |
| --- | ------------------------- | - | - | - | --- | --- | --- |
| 17. | Agronomia București       | 4 | 3 | 1 | 283 | 266 | 7   |
| 18. | Rapid București           | 4 | 3 | 1 | 285 | 235 | 7   |
| 19. | Târgu Jiu                 | 4 | 2 | 2 | 260 | 277 | 6   |
| 20. | Universitatea Cluj-Napoca | 4 | 1 | 3 | 291 | 309 | 5   |
| 21. | Aurel Vlaicu București    | 4 | 1 | 3 | 228 | 260 | 5   |

## Formazione vincitrice
|    | Naz.                                        | Ruolo | Sportivo         | Anno | Alt. | Peso | Note |
| -- | ------------------------------------------- | ----- | ---------------- | ---- | ---- | ---- | ---- |
| 0  | Stati Uniti (bandiera)                      | G     | Kris Richard     | 1989 | 196  |      |      |
| 2  | Stati Uniti (bandiera)                      | G     | T.J. Carter      | 1985 | 192  | 95   |      |
| 4  | Stati Uniti (bandiera) · Romania (bandiera) | P     | Giordan Watson   | 1985 | 175  | 70   |      |
| 5  | Romania (bandiera)                          | PG    | Tudor Fometescu  | 1999 | 193  |      |      |
| 6  | Stati Uniti (bandiera)                      | A     | Sean Barnette    | 1986 | 198  | 100  |      |
| 7  | Lituania (bandiera)                         | AC    | Artūras Valeika  | 1985 | 207  | 100  |      |
| 9  | Romania (bandiera)                          | AG    | Edward Petrescu  | 1999 |      |      |      |
| 13 | Romania (bandiera)                          | C     | Mihai Gavrilă    | 1990 | 204  | 105  |      |
| 14 | Romania (bandiera)                          | C     | László Lázár     | 1987 | 210  |      |      |
| 15 | Canada (bandiera)                           | C     | Sean Denison     | 1985 | 211  | 111  |      |
| 21 | Romania (bandiera)                          | C     | Bogdan Țîbîrnă   | 1991 | 210  |      |      |
| 22 | Bosnia ed Erzegovina (bandiera)             | G     | Muhamed Pašalić  | 1987 | 192  | 84   |      |
| 24 | Romania (bandiera)                          | AP    | Bogdan Nicolescu | 1997 | 196  | 84   |      |
| 27 | Serbia (bandiera) · Montenegro (bandiera)   | C     | Dragan Zeković   | 1987 | 210  | 109  |      |
| 44 | Serbia (bandiera)                           | AC    | Nikola Marković  | 1989 | 208  | 105  |      |
| 77 | Romania (bandiera)                          | G     | Darius Meluț     | 1999 |      |      |      |
|    | Romania (bandiera)                          | ALL   | Cristian Achim   |      |      |      |      |